# 傑克·查爾斯
傑克·查爾斯（英語：Jake Charles；1996年2月16日—）是一位威爾士足球運動員，在場上的位置是前鋒或翼鋒，是前威爾斯代表隊约翰·查尔斯的孫，現效力英格蘭足球全國聯賽北球會法斯利些路迪。他也代表威爾士青年代表隊參賽。

## 球會生涯

### 哈德斯菲尔德
查爾斯在哈德斯菲尔德學習踢球，2013年2月28日獲得首份職業合約，為期一年半。2014年，他與球會續約至2017年。2015年3月17日對诺里奇城的比賽，他入選18人參賽名單但沒有上場。首次職業聯賽上場是在以2-0不敵富勒姆的賽事，他在87分鐘換入。
2015年7月31日，他被外借至英格蘭足球全國聯賽球會古斯利一個月至8月29日，期間沒有上場紀錄。

### 巴恩斯利
2016年9月1日，他轉投至另一英冠球會巴恩斯利，簽約一年。11月25日，他被外借至全國聯球會約克城至2017年1月1日。球季完結後他被球會釋出。

### 斯泰利布里奇些路迪
2017年7月28日，他與英格蘭北部超級聯賽球會斯泰利布里奇些路迪簽約加盟，效力期間在各項賽事共上場45次並打進12球，球隊在聯賽以第22名完成。2018年夏天雙方合約到期後，他離開球會。

### 斯塔福特流浪
2018年10月，他轉投北超聯另一球會斯塔福特流浪，首次上場便取得進球。

### 法斯利些路迪
2020年5月29日，他轉投英格蘭足球全國聯賽北球會法斯利些路迪。

## 國家隊生涯
查爾斯曾代表威爾斯U16、威爾斯U17、威爾斯U19和威爾斯U21上場。他在2012年代表U17上場3次後，在2014年晉級至U19並上場三次。
2015年3月31日2017年欧洲U-21足球锦标赛資格賽對保加利亞的比賽，查爾斯被徵召至U21。9月4日首次代表U21上場，在81分鐘入替並以3-1擊敗盧森堡。2015至2016年間他共代表U21上場9次。

## 外部連結
- Soccerway資料庫：傑克·查爾斯
- Huddersfield Town profile